# Калюжный, Владимир Витальевич
Влади́мир Вита́льевич Калю́жный (укр. Володимир Віталійович Калюжний, род. 5 июля 1972, Киев) — советский и украинский фехтовальщик-саблист, выступавший за национальные сборные СССР и Украины по фехтованию в период 1991—2005 годов. Дважды бронзовый призёр чемпионатов Европы, победитель и призёр этапов Кубка мира, многократный чемпион украинских национальных первенств, участник трёх летних Олимпийских игр. На соревнованиях представлял Вооружённые силы. Мастер спорта Украины международного класса.

## Биография
Владимир Калюжный родился 5 июля 1972 года в Киеве Украинской ССР. Проходил подготовку под руководством тренеров М. Горюнова и О. Оболенского. Состоял в киевском ЦСКА.
В 1986 году выполнил норматив мастера спорта СССР по фехтованию, выиграв юношеское национальное первенство. В период 1991—1992 годов отметился победами на нескольких юниорских и молодёжных чемпионатах СССР. Состоял в юниорской сборной СССР, так, в 1991 году стал бронзовым призёром командного первенства на Всемирной Универсиаде в Шеффилде.
После распада Советского Союза начиная с 1993 года выступал за национальную сборную Украины.
Благодаря череде удачных выступлений удостоился права защищать честь страны на летних Олимпийских играх 1996 года в Атланте, где занял в личном зачёте саблистов 24 место.
В 2000 году побывал на чемпионате Европы в Фуншале, откуда привёз награду бронзового достоинства, выигранную в командном первенстве. Находясь в числе лидеров сборной Украины, благополучно прошёл отбор на Олимпийские игры в Сиднее — здесь занял 25 место в личном зачёте саблистов и 6 место в командном зачёте.
На европейском первенстве 2004 года в Копенгагене вновь завоевал бронзовую медаль в командной сабле. Принимал участие в Олимпийских играх в Афинах — на сей раз расположился в личном зачёте на 16 строке, тогда как среди команд снова стал шестым. Вскоре по окончании этой Олимпиады в 2005 году принял решение завершить спортивную карьеру.
За выдающиеся спортивные достижения удостоен почётного звания «Мастер спорта Украины международного класса» (2000).
Имеет два высших образования, окончил Украинский государственный университет физического воспитания и спорта (1996) и Национальный аграрный университет (2001).